# 穆拉韋伊尼亞
51°54′33″N 34°12′32″E / 51.90917°N 34.20889°E
穆拉韋伊尼亞（烏克蘭語：Муравейня）是位於烏克蘭東北部的村莊，由蘇梅州紹斯特卡區的埃斯曼市鎮負責管轄。該村分別距離巴拉尼夫卡、福托維日、紅維什基1.5公里和韋塞利哈伊2.5公里，海拔高度197米，2001年人口36。